# Lusaka
Lusaka là thành phố ở miền trung Zambia, thủ đô quốc gia và thủ phủ của tỉnh Lusaka. Thành phố có dân số 1.084.703 người (điều tra dân số năm 2000). Thành phố nằm ở độ cao 1300 m trên một cao nguyên. Thành phố này có khí hậu ôn hòa. Đây là trung tâm hành chính, tài chính, công nghiệp và giao thông của quốc gia này. Các ngành công nghiệp của Lusaka dựa vào nhà máy thủy điện trên sông Zambezi. Các ngành công nghiệp của thành phố này gồm: chế biến thực phẩm, sản xuất xe cộ, quần áo, điện tử. Đường sắt nối thành phố này với Livingstone ở phía nam và Ndola và các trung tâm khác ở phía bắc. Thành phố này có Sân bay quốc tế Lusaka. Thành phố này có Đại học Zambia (lập năm 1965), Học viện Hành chính quốc gia (thành lập năm 1963) và Cao đẳng Nghệ thuật và Thương mại Evelyn Hone (lập năm 1963).
Lusaka được những người châu Âu thành lập năm 1905 và đã được đặt tên theo một lãnh đạo châu Phi địa phương. Năm 1935, nó thay thế Livingstone làm thủ đô của quốc gia độc lập Bắc Rhodesia thuộc Anh quốc và năm 1964 đã trở thành thủ đô của Zambia độc lập.

## Khí hậu
Lusaka có khí hậu cận nhiệt đới ẩm (phân loại khí hậu Köppen Cwa).
| Dữ liệu khí hậu của Lusaka               | Dữ liệu khí hậu của Lusaka | Dữ liệu khí hậu của Lusaka | Dữ liệu khí hậu của Lusaka | Dữ liệu khí hậu của Lusaka | Dữ liệu khí hậu của Lusaka | Dữ liệu khí hậu của Lusaka | Dữ liệu khí hậu của Lusaka | Dữ liệu khí hậu của Lusaka | Dữ liệu khí hậu của Lusaka | Dữ liệu khí hậu của Lusaka | Dữ liệu khí hậu của Lusaka | Dữ liệu khí hậu của Lusaka | Dữ liệu khí hậu của Lusaka |
| Tháng                                    | 1                          | 2                          | 3                          | 4                          | 5                          | 6                          | 7                          | 8                          | 9                          | 10                         | 11                         | 12                         | Năm                        |
| ---------------------------------------- | -------------------------- | -------------------------- | -------------------------- | -------------------------- | -------------------------- | -------------------------- | -------------------------- | -------------------------- | -------------------------- | -------------------------- | -------------------------- | -------------------------- | -------------------------- |
| Cao kỉ lục °C (°F)                       | 39.6 (103.3)               | 36.4 (97.5)                | 33.6 (92.5)                | 33.0 (91.4)                | 32.0 (89.6)                | 29.9 (85.8)                | 29.7 (85.5)                | 33.5 (92.3)                | 38.5 (101.3)               | 37.2 (99.0)                | 38.6 (101.5)               | 33.9 (93.0)                | 39.6 (103.3)               |
| Trung bình ngày tối đa °C (°F)           | 27.4 (81.3)                | 27.4 (81.3)                | 27.5 (81.5)                | 27.1 (80.8)                | 25.8 (78.4)                | 23.8 (74.8)                | 24.0 (75.2)                | 26.5 (79.7)                | 30.3 (86.5)                | 31.7 (89.1)                | 30.4 (86.7)                | 27.7 (81.9)                | 27.5 (81.5)                |
| Trung bình ngày °C (°F)                  | 21.5 (70.7)                | 21.5 (70.7)                | 21.1 (70.0)                | 19.9 (67.8)                | 17.4 (63.3)                | 15.2 (59.4)                | 14.9 (58.8)                | 17.3 (63.1)                | 21.3 (70.3)                | 23.5 (74.3)                | 23.4 (74.1)                | 21.7 (71.1)                | 19.9 (67.8)                |
| Tối thiểu trung bình ngày °C (°F)        | 17.6 (63.7)                | 17.4 (63.3)                | 16.4 (61.5)                | 14.0 (57.2)                | 10.7 (51.3)                | 7.8 (46.0)                 | 7.2 (45.0)                 | 9.2 (48.6)                 | 12.9 (55.2)                | 16.2 (61.2)                | 17.4 (63.3)                | 17.8 (64.0)                | 13.7 (56.7)                |
| Thấp kỉ lục °C (°F)                      | 13.0 (55.4)                | 12.9 (55.2)                | 10.0 (50.0)                | 8.0 (46.4)                 | 5.4 (41.7)                 | 0.2 (32.4)                 | 0.7 (33.3)                 | 2.8 (37.0)                 | 5.8 (42.4)                 | 9.0 (48.2)                 | 10.8 (51.4)                | 10.4 (50.7)                | 0.2 (32.4)                 |
| Lượng Giáng thủy trung bình mm (inches)  | 245.4 (9.66)               | 185.9 (7.32)               | 95.0 (3.74)                | 34.7 (1.37)                | 3.1 (0.12)                 | 0.0 (0.0)                  | 0.1 (0.00)                 | 0.4 (0.02)                 | 1.7 (0.07)                 | 18.4 (0.72)                | 89.3 (3.52)                | 208.1 (8.19)               | 882.1 (34.73)              |
| Số ngày giáng thủy trung bình (≥ 1.0 mm) | 18                         | 15                         | 10                         | 3                          | 0                          | 0                          | 0                          | 0                          | 0                          | 2                          | 8                          | 16                         | 72                         |
| Độ ẩm tương đối trung bình (%)           | 82.3                       | 82.5                       | 80.7                       | 75.8                       | 69.3                       | 65.2                       | 61.1                       | 53.6                       | 46.3                       | 48.6                       | 60.2                       | 78.6                       | 67.0                       |
| Số giờ nắng trung bình tháng             | 176.7                      | 168.0                      | 220.1                      | 246.0                      | 275.9                      | 270.0                      | 294.5                      | 303.8                      | 291.0                      | 272.8                      | 234.0                      | 182.9                      | 2.935,7                    |
| Nguồn: NOAA                              |                            |                            |                            |                            |                            |                            |                            |                            |                            |                            |                            |                            |                            |

## Thành phố kết nghĩa
Lusaka kết nghĩa với:
- Dushanbe, Tajikistan
- Beirut, Liban
- Udon Thani, Thái Lan
- Los Angeles, Hoa Kỳ
- Izhevsk, Nga